# Trachykele hartmani
Trachykele hartmani är en skalbaggsart som beskrevs av Burke 1920. Trachykele hartmani ingår i släktet Trachykele och familjen praktbaggar. Inga underarter finns listade i Catalogue of Life.